# The Haunting Passion
The Haunting Passion (titulado: La pasión del más allá o Una pasión del más allá en España) es un telefilme de drama y suspenso de 1983, dirigido por John Korty, escrito por Michael Berk y Douglas Schwartz, musicalizado por Paul Chihara, en la fotografía estuvo Hiro Narita y los protagonistas son Jane Seymour, Gerald McRaney y Millie Perkins, entre otros. Este largometraje fue producido por ITC Entertainment y BSR Productions; se estrenó el 24 de octubre de 1983.

## Sinopsis
Dan era un jugador de fútbol talentoso, pero cuando su contrato terminó no fue renovado, ya que no era tan joven. Junto a su mujer, Julie, pretende empezar una nueva vida, así que deciden mudarse. Dan ahora es presentador de noticias, pero ella se queda sola en la casa, va a comenzar a sentirse perseguida en sus sueños, y también en la vida real.